# ريك كونينغهام
ريك كونينغهام (بالإنجليزية: Rick Cunningham)‏ هو لاعب كرة قدم أمريكية أمريكي، ولد في 4 يناير 1967 في لوس أنجلوس في الولايات المتحدة.